# Anto Drobnjak
Anto Drobnjak (Bijelo Polje, 1968. szeptember 21. –) montenegrói válogatott labdarúgó.

## Nemzeti válogatott
A jugoszláv válogatottban 6 mérkőzést játszott, melyeken 2 gólt szerzett.

## Statisztika
| Jugoszláv válogatott | Jugoszláv válogatott | Jugoszláv válogatott |
| Időszak              | Mérk.                | gól                  |
| -------------------- | -------------------- | -------------------- |
| 1996                 | 1                    | 0                    |
| 1997                 | 2                    | 1                    |
| 1998                 | 3                    | 1                    |
| Összesen             | 6                    | 2                    |